# Ceinture explosive

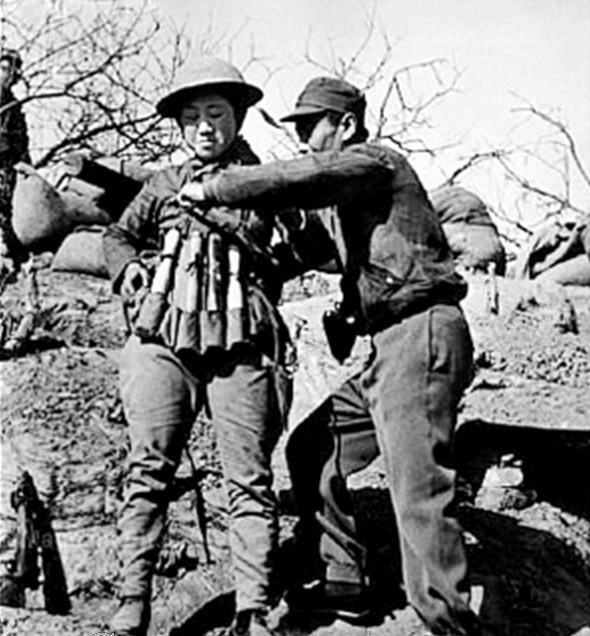
Soldat chinois attachant sa ceinture explosive faite de grenades à main à la bataille de Taierzhuang (1938).

Une ceinture explosive, parfois appelée ceinture d'explosifs, gilet explosif ou veste explosive, est un engin explosif improvisé (EEI) composé d'une ceinture ou d'une veste remplie d'explosifs et armée d'un détonateur, généralement utilisé dans les attentats-suicide.
L'une des premières traces de cette arme remonte à la guerre sino-japonaise où, lors de la défense de l'entrepôt Sihang (bataille de Shanghai), un soldat chinois parvient à tuer vingt soldats japonais. La tactique sera par la suite reprise dans le reste du conflit. Plus récemment, « Human Bomb », le preneur d'otages de la maternelle de Neuilly, les Tigres de libération de l'Îlam tamoul l'utilisèrent et c'est désormais un procédé typique du terrorisme islamiste. Ils sont utilisés notamment dans les attentats du 13 novembre 2015 en France avec un explosif composé de TATP (peroxyde d'acétone), d'une pile, d'un bouton pression servant de détonateur et de boulons.
Aux explosifs proprement dits sont ajoutés des pièces métalliques (billes d'acier, clous ou vis par exemple). C'est l'effet « shrapnel » produit par leur violente propulsion qui cause le plus de dégâts lors de la détonation.